# Mistrzostwa Świata w Lekkoatletyce 2025
Ten artykuł dotyczy przyszłego wydarzenia sportowego. Informacje w nim zawarte zmienią się w przyszłości.
20.  Mistrzostwa Świata w Lekkoatletyce – zawody lekkoatletyczne, które odbędą się w stolicy Japonii, Tokio, pomiędzy 13 a 21 września 2025 roku. 

## Wybór organizatora
Podczas mistrzostw globu w 2019 roku Prezydent World Athletics Sebastian Coe wskazał, że lekkoatletyczne mistrzostwa świata w sezonie 2025 powinny odbyć się w Afryce, a najwłaściwszym miejscem jest stolica Kenii, Nairobi. To miasto w 2017 roku organizowało mistrzostwa świata do lat 18, a w 2021 mistrzostwa świata do lat 20. Wcześniej Nairobi chciało zorganizować mistrzostwa świata już w roku 2023 (wygrał Budapeszt). Chęć organizacji zawodów wyraziły także Tokio, Singapur oraz chorzowski Stadion Śląski. 
Rada World Athletics w lipcu 2022 wybrała Tokio. 

## Rezultaty
| WR (world record) – rekord świata \| CR (championship record) – rekord mistrzostw świata \| NR (national record) – rekord kraju \| AR (area record) – rekord kontynentu |
| WL (world leading) – najlepszy wynik na listach światowych w sezonie 2025 \| PB (personal best) – rekord życiowy \| SB (season's best) – najlepszy wynik w sezonie      |

### Mężczyźni
| Konkurencja:                              | 1. miejsce | Rezultat | 2. miejsce | Rezultat | 3. miejsce | Rezultat | Źródło |
| Bieg na 100 m (szczegóły)                 |            |          |            |          |            |          |        |
| Bieg na 200 m (szczegóły)                 |            |          |            |          |            |          |        |
| Bieg na 400 m (szczegóły)                 |            |          |            |          |            |          |        |
| Bieg na 800 m (szczegóły)                 |            |          |            |          |            |          |        |
| Bieg na 1500 m (szczegóły)                |            |          |            |          |            |          |        |
| Bieg na 5000 m (szczegóły)                |            |          |            |          |            |          |        |
| Bieg na 10 000 m (szczegóły)              |            |          |            |          |            |          |        |
| Maraton (szczegóły)                       |            |          |            |          |            |          |        |
| Bieg na 110 m przez płotki (szczegóły)    |            |          |            |          |            |          |        |
| Bieg na 400 m przez płotki (szczegóły)    |            |          |            |          |            |          |        |
| Bieg na 3000 m z przeszkodami (szczegóły) |            |          |            |          |            |          |        |
| Sztafeta 4 × 100 m (szczegóły)            |            |          |            |          |            |          |        |
| Sztafeta 4 × 400 m (szczegóły)            |            |          |            |          |            |          |        |
| Chód na 20 km (szczegóły)                 |            |          |            |          |            |          |        |
| Chód na 35 km (szczegóły)                 |            |          |            |          |            |          |        |
| Skok wzwyż (szczegóły)                    |            |          |            |          |            |          |        |
| Skok o tyczce (szczegóły)                 |            |          |            |          |            |          |        |
| Skok w dal (szczegóły)                    |            |          |            |          |            |          |        |
| Trójskok (szczegóły)                      |            |          |            |          |            |          |        |
| Pchnięcie kulą (szczegóły)                |            |          |            |          |            |          |        |
| Rzut dyskiem (szczegóły)                  |            |          |            |          |            |          |        |
| Rzut młotem (szczegóły)                   |            |          |            |          |            |          |        |
| Rzut oszczepem (szczegóły)                |            |          |            |          |            |          |        |
| Dziesięciobój (szczegóły)                 |            |          |            |          |            |          |        |

### Kobiety
| Konkurencja:                              | 1. miejsce | Rezultat | 2. miejsce | Rezultat | 3. miejsce | Rezultat | Źródło |
| Bieg na 100 m (szczegóły)                 |            |          |            |          |            |          |        |
| Bieg na 200 m (szczegóły)                 |            |          |            |          |            |          |        |
| Bieg na 400 m (szczegóły)                 |            |          |            |          |            |          |        |
| Bieg na 800 m (szczegóły)                 |            |          |            |          |            |          |        |
| Bieg na 1500 m (szczegóły)                |            |          |            |          |            |          |        |
| Bieg na 5000 m (szczegóły)                |            |          |            |          |            |          |        |
| Bieg na 10 000 m (szczegóły)              |            |          |            |          |            |          |        |
| Maraton (szczegóły)                       |            |          |            |          |            |          |        |
| Bieg na 3000 m z przeszkodami (szczegóły) |            |          |            |          |            |          |        |
| Bieg na 100 m przez płotki (szczegóły)    |            |          |            |          |            |          |        |
| Bieg na 400 m przez płotki (szczegóły)    |            |          |            |          |            |          |        |
| Sztafeta 4 × 100 m (szczegóły)            |            |          |            |          |            |          |        |
| Sztafeta 4 × 400 m (szczegóły)            |            |          |            |          |            |          |        |
| Chód na 20 km (szczegóły)                 |            |          |            |          |            |          |        |
| Chód na 35 km (szczegóły)                 |            |          |            |          |            |          |        |
| Skok wzwyż (szczegóły)                    |            |          |            |          |            |          |        |
| Skok o tyczce (szczegóły)                 |            |          |            |          |            |          |        |
| Skok w dal (szczegóły)                    |            |          |            |          |            |          |        |
| Trójskok (szczegóły)                      |            |          |            |          |            |          |        |
| Pchnięcie kulą (szczegóły)                |            |          |            |          |            |          |        |
| Rzut dyskiem (szczegóły)                  |            |          |            |          |            |          |        |
| Rzut młotem (szczegóły)                   |            |          |            |          |            |          |        |
| Rzut oszczepem (szczegóły)                |            |          |            |          |            |          |        |
| Siedmiobój (szczegóły)                    |            |          |            |          |            |          |        |

### Mieszane
| Konkurencja:                                 | 1. miejsce | Rezultat | 2. miejsce | Rezultat | 3. miejsce | Rezultat | Źródło |
| Sztafeta mieszana 4 x 400 metrów (szczegóły) |            |          |            |          |            |          |        |

## Klasyfikacja medalowa
| Miejsce | Reprezentacja | Złoto | Srebro | Brąz | Razem |
| 1.      |               |       |        |      |       |
| 2.      |               |       |        |      |       |
| 3.      |               |       |        |      |       |
| 4.      |               |       |        |      |       |